# Wolfgang Besenböck
Wolfgang Besenböck (* 26. Juni 1964 in Wien) ist ein ehemaliger österreichischer und deutscher Volleyballspieler.

## Karriere
Wolfgang Besenböck begann 1977 mit dem Volleyball beim Post SV Wien. 1981 wechselte er zum Lokalrivalen Tyrolia Wien und wurde hier viermal österreichischer Meister sowie dreimal Pokalsieger. Seit 1985 spielte der Universalspieler in der deutschen Bundesliga zunächst beim TSV 1860 München und wechselte 1989 mit der kompletten Mannschaft zum TSV Milbertshofen, wo er 1990 Deutscher Pokalsieger und 1991 Deutscher Meister wurde. Seine erfolgreiche Karriere beendete Wolfgang Besenböck 1994 beim ASV Dachau. In seiner Bundesligazeit tauchte er regelmäßig in den Ranglisten des deutschen Volleyballs auf. 
Wolfgang Besenböck war 100-facher österreichischer und 20-facher deutscher Nationalspieler.